# Jean-Michel Moal
Jean-Michel Moal, né le 22 décembre 1957 à Villeneuve-le-Roi et résidant à Nantes, est un accordéoniste, compositeur et arrangeur français de culture bretonne, principalement connu comme cofondateur du groupe de rock Red Cardell et l'un de ses principaux musiciens depuis 1992.

## Biographie

### 1973 - 1988

#### Le fest noz et le bal
Jean-Michel Moal monte sur scène dès l'âge de 15 ans dans le groupe de fest-noz bigouden Ar Penseerien (Les naufrageurs en breton) avec qui il enregistre des titres sur l'album Fest noz nevez (1973) du label Arfolk, un double vinyle ou participent aussi Ar Sonerien Du et six autres artistes, ainsi qu'un 1er album Fest noz gant penseerien en 1974, sur le même label. Il accompagne ensuite des groupes de bal musette qui mélangent à l'époque dans leurs répertoires, musette, valse, Gavotte, rock ou Kazatchok.

#### La chanson française
En 1978, il forme un trio avec le chansonnier Thierry Gahinet et le guitariste Jacques Portal. Jakez Bernard enregistre leur album Nos horizons, s'il faut les peindre, dans une ferme à Briec aménagée en studio pour l'occasion. L'album sort l'année suivante, en 1979, sur le label Private press.
Dans les années 1980, sa rencontre avec Paule Chamard va l'amener à la chanson réaliste. Il l'accompagne sur scène en duo, et ensemble enregistrent plusieurs titres de la collection en 23 volumes de l'Anthologie des chants de marins pour les éditions du Chasse-Marée.

#### L'école d'accordéon et la radio
De concert, il crée son école d'accordéon dans laquelle il enseigne pendant sept ans, et devient par la suite animateur d'une émission culturelle sur Radio France Bretagne Ouest, tout au long les années 1980, qui l'amènera à interviewer des artistes comme Joe Strummer, Calvin Russel, Paul Personne ou Richard Galliano (avec lequel il participera plus tard à un Master class comme instrumentiste). C'est à cette même époque qu'il rencontre l'accordéoniste Robert Kervran (Della, Jouin, Guichard, Langolff, Allright) avec qui il se produit aussi en duo.

### 1989 - 2011

#### Penfleps et les Citrons
Il est un des premiers, en France, sur les traces de son ami Gérard Blanchard, rencontré au cabaret chez Paule (Chamard) à Quimper, à introduire l'accordéon dans le rock, en le métissant de toutes les couleurs à l'instar des Négresses Vertes dont Stéfane Mellino, le guitariste, produira l'album Soleil blanc de Red Cardell. Dès 1990, il joue auprès de Jean-Pierre Riou, d'abord dans Penfleps avec Jean-Jacques Baillard et Farid Aït Siameur (futurs Taÿfa), puis dans Red Cardell et en parallèle dans Les Citrons en trio avec Jean-Pierre Riou et Robert Kervran.

#### Red Cardell

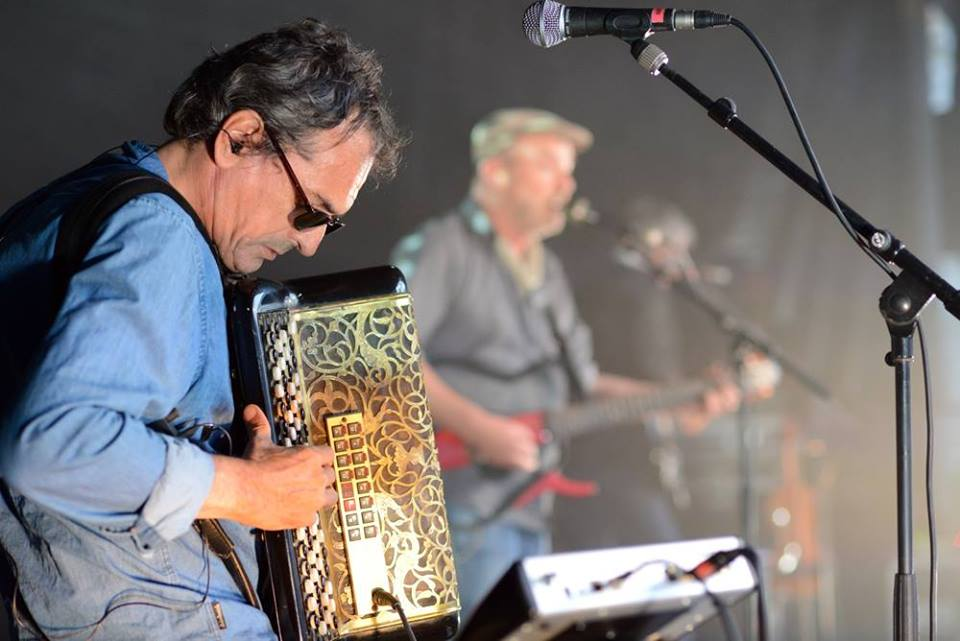
Jean-Michel Moal au Festival de Cornouaille 2016 avec Jean-Pierre Riou au second plan.

C'est avec Jean-Pierre Riou qu'ils fondent Red Cardell conjointement avec Ian Proërer en 1992. Avec les « fumiers rouges », considérés comme l'un des plus grands groupes que la Bretagne ait donné au rock'n roll, ou comme l'un des meilleurs groupes européens, il enregistre plus de 100 chansons orignales dont il est l'un des principaux compositeurs, sur 14 albums (parmi les 18 que compte le groupe), dont 3 live, et donne pas moins de 2 000 concerts à travers Europe et l'Amérique du Nord.
Des problèmes de santé l'amènent à se mettre en retrait du groupe à la fin de l'été 2011. Il remonte une dernière fois sur scène avec Red Cardell et le Bagad Kemper lors de la 2e soirée du Fest-Rock donné à Quimper le 18 décembre de la même année. Il participe néanmoins à l'élaboration du livre Red Cardell, vingt ans ! paru en 2012 aux éditions Palantines. Luc Rodaro l'auteur  de l'ouvrage Le festival du chant de marin de Paimpol, qui paraît aux éditions Planète rêvée en 2012, choisit une photo des deux « frêres de la note » que sont Jean-Michel Moal et Jean-Pierre Riou, pour illustrer la couverture.
Toutes ces années au sein de Penfleps et Red Cardell lui donnent l'occasion de côtoyer la scène indépendante des années 1990 avec La Mano Negra, Les Négresses, Noir Désir, Louise Attaque et Pigalle, puis plus tard de partager souvent la scène avec les nombreux invités et amis du groupe tel que Dan Ar Braz, Dave Pegg, Jimme O'Neill, Les Frères Guichen, Louise Ebrel et Dr. Das d'Asian Dub Foundation ou d'ouvrir pour des artistes internationaux comme Johnny Winter, Joe Cocker, Simple Minds et The Chieftains.

### 2012 - 2018

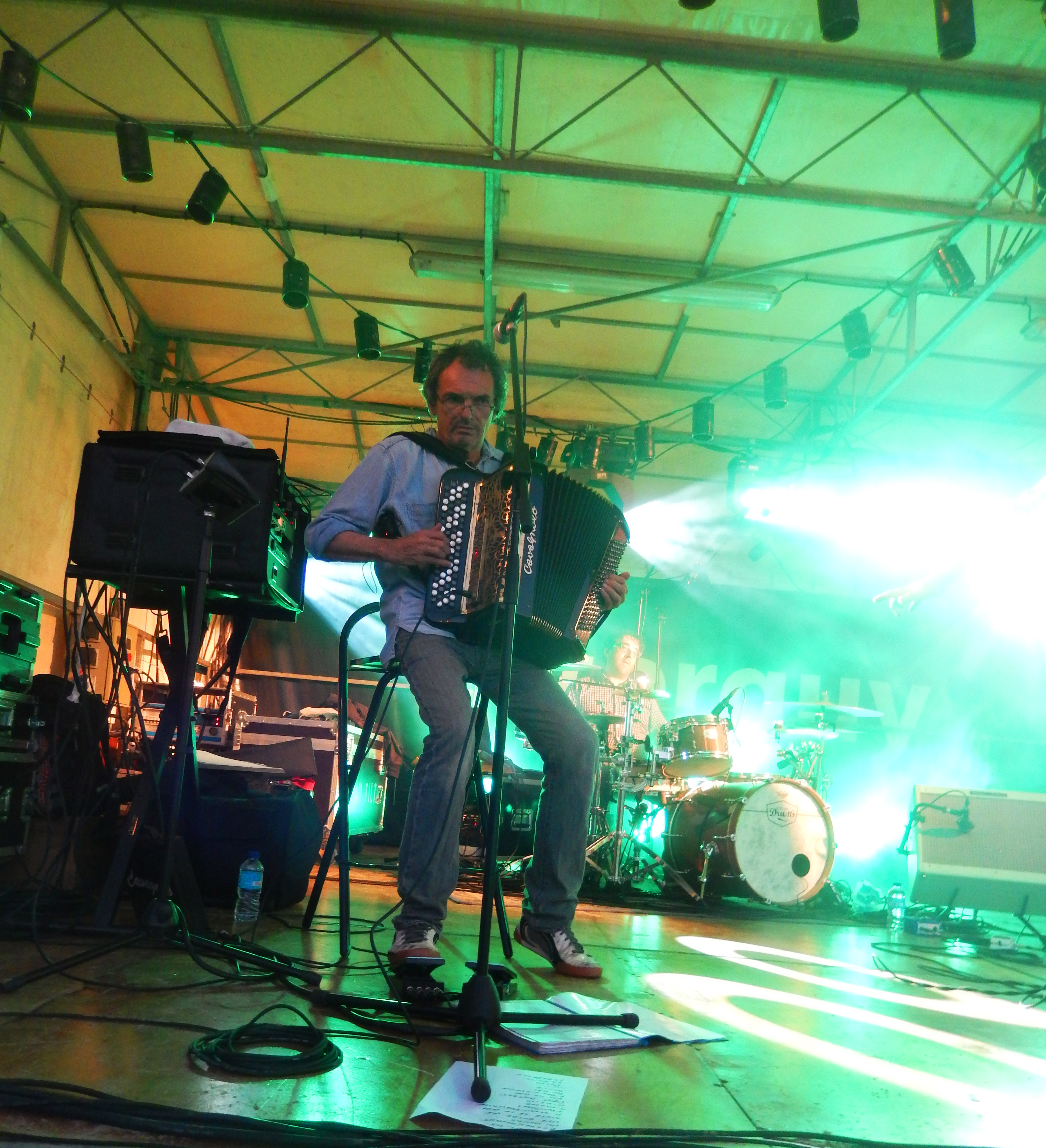
Jean-Michel Moal avec Red Cardell à Erquy juillet 2016.

#### Collaborations quimpéroises
Il démarre en 2012 une collaboration avec Didier Dréo (guitariste de Kern & Nolwenn Korbel), pour ensemble enregistrer le nouvel album de Trévidy puis donner quelques concerts en duo ou en trio avec Maëlle Derrien. En mai il fait une escapade brestoise pour rejoindre les Mellino sur la scène du Lila noz. En 2013 avec ses amis musiciens quimpérois, il forme un groupe autour du chanteur Serge Cabon avec Jean-Claude Normant (Stivell, Glaz, Land's End) aux claviers et Jacques Moreau (Penfleps, Taÿfa, Honeymen) aux percussions. En 2014 il travaille avec Didier Dréo sur le nouvel album de Kristen Nikolas, rejoint les Mellino sur scène lors d'un festival en Bretagne puis accompagne le chanteur Pierre Guérin en concert.

#### Retour actif et nouveau départ de Red Cardell
Alors que depuis janvier 2015 il participe au trio Nickeldespieds et collabore aussi avec le flûtiste Youenn Manchec il est invité, en juillet de la même année, par Farid Aït Siameur à participer au concert de Taÿfa au Festival de Cornouaille en compagnie de Jean-Pierre Riou. Ce dernier lui propose de remonter sur scène avec Red Cardell, pour la première fois depuis 2011, lors des vingt ans des mardis de Plouescat à l'été 2015.
Début octobre Jean-Pierre Riou annonce sur le site web de Red Cardell le départ du batteur Manu Masko de la formation et précise qu'un nouvel album du groupe, prévu pour le printemps 2016, est en cours d'écriture avec Jean-Michel Moal. L'album Un monde tout à l'envers sorti en avril, marque le retour de Jean-Michel Moal au sein du groupe. En décembre 2016 sort également l'album Bienvenue enregistré avec cinq invités des cinq continents puis en avril 2018 l'album Courir, date à laquelle il quitte le groupe à nouveau.

### 2018 - présent

#### Lectures accompagnées avec Marie Redonnet
Cette année 2018, il croise la route de l'écrivaine Marie Redonnet avec qui il collabore depuis pour des lectures accompagnées, dont celle de La Femme au colt 45 (édition Le Tripode).

## Discographie
- Ar Penserien

- Thierry Gahinet

- Red Cardell

- Trévidy

### Autres collaborations
- Paule Chamard
- Serge Cabon
- Les Citrons
- Les Que j'te
- Melvil